# Patrick Vanoppen
Patrick Vanoppen (Sint-Niklaas, 1965) is een Belgische ondernemer en voetbalbestuurder. Sinds februari 2011 was hij voorzitter van voetbalclub Beerschot AC. Sinds mei 2013 is hij dat niet meer omdat de club failliet ging en definitief ophield te bestaan.

## Biografie
Patrick Vanoppen is afkomstig uit Leuven, waar hij destijds bij de beloften van Stade Leuven speelde. Hij was lange tijd werkzaam in café De Krokodil (later: Maxim'o) in de Naamsestraat. Nadien ging hij investeren in vastgoed via de bedrijven Vivimmo en Vivinvest. Zo kwam hij ook in contact met de Antwerpse voetbalclub Germinal Beerschot. 
Vanoppen werd door het bestuur aangetrokken om de komst van een nieuw stadion in te leiden. De Leuvense projectontwikkelaar had eerder al 30% van de aandelen van de club in zijn bezit. Die aandelen had hij overgenomen van de kinderen van Roland Duchâtelet. Met zijn stadionplannen wilde hij aanvankelijk 50% van de aandelen in handen krijgen. 
Toen Vanoppen zo goed als de helft van de aandelen van Germinal Beerschot in zijn bezit kreeg, kwam het tot een conflict met de groep rond erevoorzitter Jos Verhaegen, die zich bovendien ook stoorde aan voorzitter Herman Kesters en trainer Glen De Boeck. Eind 2010 kwamen Verhaegen en Vanoppen tot een akkoord. De Leuvenaar mocht de aandelen van Verhaegen (54%) overnemen voor een bedrag van 4 à 5 miljoen euro, als hij in ruil De Boeck zou vervangen door Jacky Mathijssen. De Boeck werd in november ontslagen, later volgde ook Kesters. Vanoppen kreeg 99% van de aandelen in zijn bezit en werd voorzitter van Germinal Beerschot. De groep rond Verhaegen kocht zich vervolgens in bij stadsrivaal Royal Antwerp FC.
Na afloop van het seizoen 2010/11 veranderde hij het clublogo - hij voerde opnieuw de beer in van het oude Beerschot VAC - en de naam werd omgevormd tot Beerschot AC. In het seizoen 2012/13 kreeg de club met financiële problemen te kampen en werd Vanoppen door een groot deel van de supporters regelmatig op de korrel genomen. Beerschot werd in 2013 ook voorlaatste in de reguliere competitie en verloor vervolgens na drie nederlagen tegen Cercle Brugge ook play-off III.